# Kietrz
Kietrz (allemand : Katscher) est une ville de Pologne, située dans le sud du pays, dans la voïvodie d'Opole. Elle est le siège de la gmina de Kietrz, dans le powiat de Głubczyce.

## Personnalités liées à la ville
- Alfons Luczny (1894-1985), général allemand